# Lobsang Yeshe
Lobsang Yeshe erkänns som den femte inkarnationen av Panchen Lama i Gelug-sekten i den tibetanska buddhismen.
Han föddes i en aristokratisk familj från Tsang-provinsen och hans far hette De-chhen-gyalpo och hans mor Serab-Drolma. Han erkändes snart som inkarnationen av Lobsang Chökyi Gyaltsen och vid åtta års ålder avlade han sina novislöften för den femte Dalai Lama.
Kring 1696-97 sände han en delegation till Peking. Kangxi-kejsaren bjöd Lobsang Yeshe att själv besöka, men denne avböjde av rädsla för smittkoppor.
1965 avlade den sjätte Dalai Lama sina första novislöften för Lobsang Yeshe.
1713 fick Lobsang Yeshe titeln "Penchen Erdeni" (tib.: pan chen er te ni) av Kangxi, vilken i fortsättningen kom att användas för Panchen Lama.
1717 avlade den sjunde Dalai Lama sina första novislöften för Lobsang Yeshe och 1727 avlade han sina fullständiga klosterlöften.